# 1982 في تونس
فيما يلي قوائم الأحداث التي وقعت خلال عام 1982 في تونس.

## كتب
من الكتب التي صدرت هذه السنة في تونس:
- 1 يناير – عائشة من تأليف البشير بن سلامة.

## مواليد

### يناير
- 1 يناير – سناء سويسي مغنية تونسية.
- 11 يناير – آمال المثلوثي مغنية تونسية.
- 30 يناير – صبري مصباح

### فبراير
- 9 فبراير – وجدي بوعلاق لاعب جمباز فني تونسي.
- 16 فبراير – أنيس العياري لاعب كرة قدم تونسي.

### يونيو
- 15 يونيو – وداد الكيلاني لاعبة كرة يد تونسية.
- 24 يونيو – سفيان الشورابي صحفي تونسي.

### يوليو
- 8 يوليو – منى شباح لاعبة كرة يد تونسية.

### أغسطس
- 9 أغسطس – باسم بن ناصر لاعب كرة قدم تونسي.
- 22 أغسطس – خولة حسني كاتبة وأديبة تونسية.

### سبتمبر
- 11 سبتمبر – محمد فرحات شيدة منافِس أوليمبي تونسي.

## وفيات

### يناير
- 3 يناير – محمد الجموسي (مواليد 1910) مغن تونسي.

### أبريل
- 12 أبريل – صالح القرمادي (مواليد 1933) شاعر تونسي.